# Xanthorhoe abyssinica
Xanthorhoe abyssinica är en fjärilsart som beskrevs av Claude Herbulot 1983. Xanthorhoe abyssinica ingår i släktet Xanthorhoe och familjen mätare. Inga underarter finns listade i Catalogue of Life.